# Александрово (Себежское)
Александрово — опустевшая деревня в Себежском районе Псковской области России. Входит в состав сельского поселения Себежское. Фактически — урочище.

## География
Находится на юго-западе региона, в северной части района, в лесной заболоченной местности около озера Прихабское.
Уличная сеть не развита.

## История
В 1802—1924 годах земли поселения Александрова входили в Себежский уезд Витебской губернии.
В 1941—1944 гг. местность находилась под фашистской оккупацией войсками Гитлеровской Германии.
До 1995 года деревня входила в Томсинский сельсовет. Постановлением Псковского областного Собрания депутатов от 26 января 1995 года все сельсоветы в Псковской области были переименованы в волости и деревня стала частью Томсинской волости.
Законом Псковской области от 3 июня 2010 года Томсинская волость была упразднена и путём объединения с Глембочинской, Долосчанской, Дубровской и Лавровской волостями к 1 июля 2010 года было образовано новое муниципальное образование «Себежское», куда и вошла деревня Александрово.

## Население
| 2001 | 2002 | 2010 |
| ---- | ---- | ---- |
| 0    | →0   | →0   |

## Инфраструктура
Было развито личное подсобное хозяйство, рыболовство (щука, плотва, окунь, ерш, язь, красноперка, карась, вьюн).

## Транспорт
Деревня была доступна по просёлочной дороге.